# Welcome to the Family (série télévisée)
Pour les articles homonymes, voir Welcome to the Family.
Welcome to the Family est une série télévisée américaine en onze épisodes de 23 minutes créée par Mike Sikowitz dont seulement trois épisodes ont été diffusés entre le 3 et le 17 octobre 2013 sur le réseau NBC et au Canada sur le réseau Global.

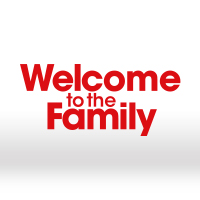
Welcome to the Family (série télévisée)

Cette série est inédite dans tous les pays francophones.

## Synopsis
Le jour de la cérémonie de remise des diplômes, Molly Yoder annonce à ses parents Dan et Caroline qu'elle est enceinte, ruinant leur plan pour passer un peu de temps seuls après son départ pour l'Arizona State University. Le père de l'enfant est Junior Hernandez, un garçon d'origine latine qui est un motif de fierté pour sa famille parce qu'il est le premier à aller à l'université. En raison de la grossesse et de la décision de Molly et Junior de se marier, les deux familles, très différentes culturellement, sont obligées de se réunir et de s'entendre : les pères ont le plus de difficulté, tandis que les mères commencent une approche plus souple pour se connaître les uns les autres un peu à la fois.

## Distribution
- Mike O'Malley : Dr Dan Yoder
- Mary McCormack : Caroline Yoder
- Ella Rae Peck : Molly Yoder
- Joey Haro : Junior Hernandez
- Ricardo Chavira : Miguel Hernandez
- Justina Machado : Lisette Hernandez
- Fabrizio Zacharee Guido : Demetrio Hernandez

## Fiche technique
- Producteurs exécutifs : Mike Sikowitz et Jamie Tarses
- Société de production : FanFare Productions et Sony Pictures Television

## Développement

### Production
NBC a commandé le pilote en janvier 2013, puis a commandé la série le 10 mai 2013 et lui a attribué deux jours plus tard la case horaire du jeudi à 20 h 30 à l'automne.
Le 17 octobre 2013, NBC annule la série à cause des mauvaises audiences.
Les huit épisodes inédits ont été diffusés en Inde ainsi que sur Hulu.

### Casting
Les rôles ont été attribués dans cet ordre : Mike O'Malley, Ella Rae Peck et Aramis Knight (Demetrio), Mary McCormack, Ricardo Chavira, Joey Haro et Justina Machado.
Après le tournage du pilote original, Fabrizio Zacharee Guido remplace Aramis dans le rôle de Demetrio.

## Épisodes
1. titre français inconnu (Pilot)
2. titre français inconnu (Dan Finds Out)
3. titre français inconnu (The Big RV Adventure)
4. titre français inconnu (Molly and Junior Find a Place)
5. titre français inconnu (Halloween)
6. titre français inconnu (Dan and Miguel Play Ball)
7. titre français inconnu (Lisette's Abuela Visits)
8. titre français inconnu (Thanksgiving)
9. titre français inconnu (Date Night)
10. titre français inconnu (Boxing-Ring)
11. titre français inconnu (The Sleepover)

## Accueil
Le pilote n'a attiré que 2,99 millions de téléspectateurs aux États-Unis, le deuxième épisode, 2,49 millions et le troisième épisode, 2,42 millions.